# Marin Simionescu-Râmniceanu
Marin Simionescu-Râmniceanu (n. 9 noiembrie 1883, Focșani – d. 25 martie 1964, Focșani) a fost un critic și istoric literar român, scriitor, membru corespondent (1919)  al Academiei Române.

## Biografie
Marin Simionescu-Râmniceanu s-a născut în anul 1883. Mama sa a fost fiica unui boier înstărit pe nume Constantinescu Petrică. Tatăl, Dimitrie Simionescu Lungu Râmniceanu, a fost, se pare, arendașul care a servit scriitorului Duiliu Zamfirescu, ca prototip pentru personajul Scatiu în romanul „Tănase Scatiu”. A studiat la Universitatea din București. 
Conacul de vară „Tănase Scatiu” se afla în satul Bonțesti, comuna  Cîrligele, din județul Vrancea iar în anul 2012 a fost demolat.

## Opere
- Andrei Braniste, episod dramatic in trei acte. Bucuresti, 1913
- Propilee artistice, Bucuresti, 1913
- Andrei Braniste. Dramatische Episode in drei Akten, Berlin, Bucuresti, 1914
- Istoria artelor. Scurta expunere a evolutiei stilurilor si a caracteristicei celor mai insemnati artisti, Bucuresti, 1924
- Necesitatea frumusetii. Studii de estetica si de arta, Bucuresti, 1925
- Martirolog profan, nuvele, Bucuresti, 1930
- Libertate Cartea I - Citeva premize pentru o morala a fericirii; Cartea II - Diagnoze si interpretari; Cartea III - Conformismul fenomenului existentei, Bucuresti, 1936-l942
- Contributii la o ideologie politica specific romaneasca, in colab. cu A. Beligradeanu, I. Stoica, Dan Simionescu-Ramniceanu, Bucuresti, 1939
- Consideratii stilistice asupra arhitecturii bizantine, Bucuresti, f. a.
- Urbanism sau rationalizarea esteticei municipale Bucuresti, f. a.
- Bucurestii, metropola culturii, in colab. cu L. Rebreanu, V. I. Popa, Dem. I. Dobrescu, Bucuresti, f. a.